# Evaristo Crespo Azorín
Evaristo Crespo Azorín (Ayora, provincia de Valencia, 27 de enero de 1863 - Valencia, 6 de marzo de 1941) fue un abogado, catedrático y político español.
Primo hermano de Enrique Crespo Aparicio, que se colegia en el Ilustre Colegio de Abogados de Valencia antes que él, en 1880, iniciando la saga de los Crespo & Azorín en dicha Institución, está enterrado en el cementerio municipal de Valencia.

## Biografía
Sin bienes familiares para estudiar, marchó a Madrid y fue mancebo de una farmacia, aprovechando los ratos libres para estudiar. Se licencia en Farmacia, Derecho, que lo termina con sólo 21 años de edad, Filosofía y Letras y profesor Mercantil. Se aproximó al Partido Conservador fundado por Antonio Cánovas del Castillo y se vino a Valencia para ejercer como abogado, lo que le valió un gran prestigio. Con 28 años; es decir, en 1891, fue elegido concejal del Ayuntamiento de esta ciudad, ostentando el cargo de teniente Alcalde y con 31 fue ya diputado provincial. Catorce años más tarde, en las elecciones del 21 de abril de 1907, ya con 44 de edad, fue diputado a Cortes por el distrito de Chelva-Villar del Arzobispo y en las elecciones del 8 de mayo de 1910, por el distrito de Alcira-Carcagente. 
Antonio Maura, a la sazón jefe de Gobierno, puso en sus manos la redacción y defensa del proyecto de Ley de Administración Local, así como la defensa también de la Ley Hipotecaria de 1.909 y de dos dictámenes muy concretos y favorables para la ciudad de Valencia, como fueron la concesión de la Albufera y la implantación del ferrocarril por Cuenca, entre Valencia y la capital Madrid.
Dos años más tarde y tras los sucesos barceloneses de la llamada Semana Trágica de Barcelona, fue nombrado gobernador civil de aquella provincia, permaneciendo poco tiempo en Barcelona, donde fue destinado para resolver los problemas sucediendo a Ángel Ossorio y Gallardo, miembro de su mismo partido, al que se había acusado de debilidad ante los sucesos de aquel 1909. Al igual que este último, Crespo Azorín fue leal al partido al que ambos pertenecieron y cuando la escisión entre los seguidores de Eduardo Dato y Antonio Maura, ambos se decidieron por este último. Sin embargo, tras la permanencia al frente de la provincia barcelonesa, el ayorense se volvió a Valencia, pues su tarea docente y de abogado estaba en esta ciudad.

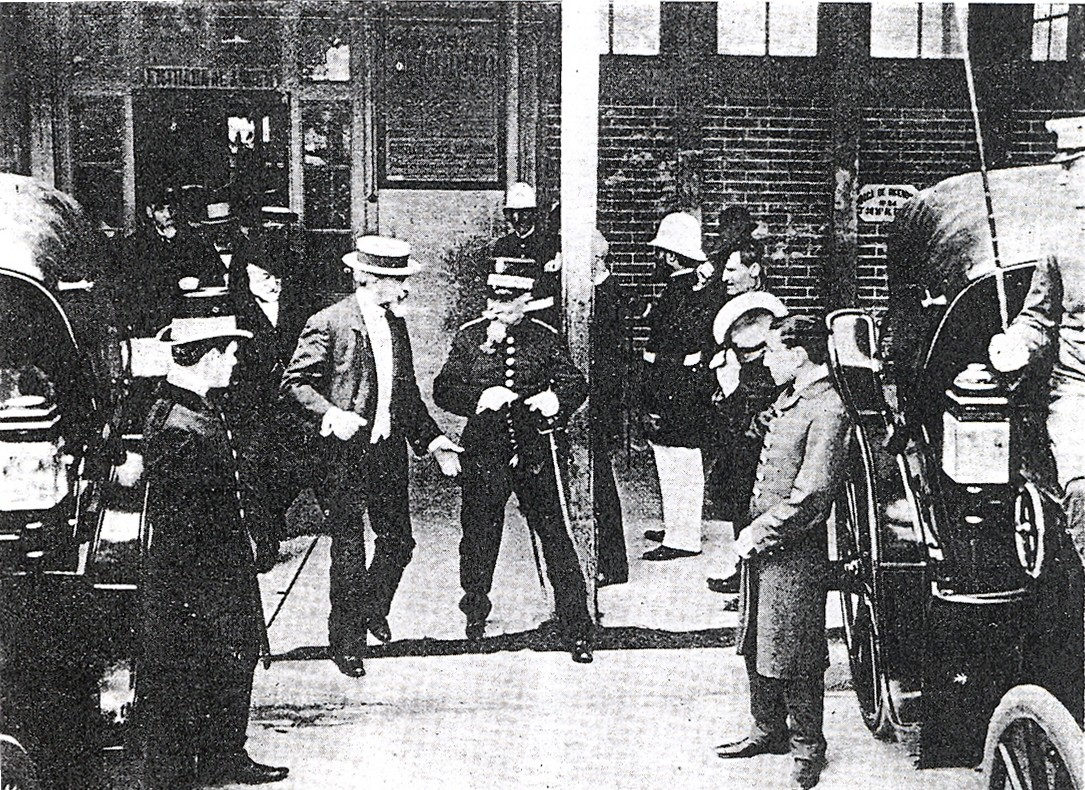
El gobernador Evaristo Crespo Azorín entra en Barcelona el 6 de agosto de 1909, acompañado del general Santiago.

Pese a su afición política no dejó en ningún momento de estudiar y de enseñar, al tiempo que seguía siendo un abogado en cuerpo y alma. Se había licenciado también en Filosofía y letras en la Universidad de Valencia, de la calle de la Nave y se diplomó como profesor Mercantil en la Escuela de Comercio de Alicante, pues en Valencia no existía tal centro; ya antes de toda actividad política, había ganado la cátedra de Derecho Mercantil Comparado, Economía y Legislación de Aduanas de la Escuela de Comercio, y para ejercerla en Valencia fundó el correspondiente centro, habiendo sido el primer director de la Escuela de Comercio que existió en el barrio del Carmen de Valencia, por lo que más tarde fue designado director honorífico fundador y se creó una cátedra que llevaba su nombre.
Esta creación la efectuó bajo el patrocinio del Ateneo Mercantil de Valencia, del que fue vicepresidente y dejó una estela que continuó con la presencia familiar en aquel claustro.
En la abogacía, sin embargo, tendría su mayor dedicación, creando un estilo especial de ejercer la profesión que había iniciado como pasante del letrado Facundo Burriel Guillen y su predicamento le llevó, el año de proclamación de la segunda República, a ocupar el de Decanato del Ilustre Colegio de Abogados de Valencia (de 1919 a 1923 había ocupado el cargo de diputado 2.º y de 1925 a 1927 el cargo de diputado 1.º), cargo que ostentó durante una legislatura y con tal prestigio que fue designado Decano Honorario Perpetuo de dicho colegio profesional. Fue asesor letrado de numerosas empresas de primera magnitud, como Central de Aragón, acequias valencianas, Compañía de Tranvías y Ferrocarriles de Valencia (CTFV) y varios bancos, lo que no impidió que en su actividad política, sobre todo en el tiempo que figuró como concejal de Valencia, se enfrentara al empuje de las compañías monopolizadoras que trataban de subyugar al contribuyente.

## Homenajes
Crespo Azorín mereció la rotulación de calles en la localidad en que nació y en la ciudad en que desempeñó mayormente su actividad.

## Mecenas
El pintor valenciano Joaquín Sorolla y Bastida, amigo de Crespo Azorín, le habla del encargo que le ha hecho la Hispanic Society of America y le pide en 1914 que le ayude a encontrar un lugar para realizar el cuadro sobre Valencia y el jurista valenciano le ofrece su propiedad en Alcira; es decir, el huerto de Freixach, en la partida de la Casella, de la localidad de Alcira, Valencia, donde pinta el cuadro Las Grupas (1916).